# اتحاد (اداره)
«اتحاد» چهارمین قسمت از فصل نخست مجموعه تلویزیونی کمدی آمریکایی اداره است. این قسمت در ۱۲ آوریل ۲۰۰۵ از شبکه ان‌بی‌سی در ایالات متحده آمریکا پخش شد. این قسمت توسط مایکل شور نوشته شده و برایان گوردون کارگردانی آن را بر عهده داشته‌است که نخستین فعالیت او در مجموعه است.
در این قسمت، پارانویا اعضای دفتر را تحت تأثیر قرار می‌دهد، زیرا شایعات کوچک‌سازی در حال چرخش است. دوایت شروت (رین ویلسون) با جیم هالپرت (جان کرازینسکی) علیه سایر کارمندان اتحادی شبیه به بازمانده تشکیل می‌دهند – که بعداً پم بیزلی (جنا فیشر) نیز به آن افزوده شد. در همین حال، مایکل اسکات (استیو کرل) یک جشن تولد روحیه‌بخش برای مردیث پالمر (کیت فلانری) ترتیب می‌دهد - اگرچه بیش از یک ماه به تولد او باقی مانده‌است. مایکل از نوشتن تبریک کامل در کارت تولد عذاب می‌کشد و در پایان، شوخی او مهمانی را خراب می‌کند.